# شيرين بزدان بخش
شيرين بزدان بخش هي ممثلة إيرانية، ولدت في 1948 في إيران.

## أعمال

### أفلام
- (2011) انفصال نادر وسمين

## وصلات خارجية
- شيرين بزدان بخش على موقع IMDb (الإنجليزية)
- شيرين بزدان بخش على موقع ألو سيني (الفرنسية)
- شيرين بزدان بخش على موقع أول موفي (الإنجليزية)
- شيرين بزدان بخش على موقع قاعدة بيانات الأفلام السويدية (السويدية)
- شيرين بزدان بخش على موقع قاعدة بيانات الفيلم (الإنجليزية)
- شيرين بزدان بخش على موقع كينوبويسك (الروسية)